# Cassidulus
Genre
Cassidulus est un genre d'oursins dits « irréguliers », appartenant à la famille des Cassidulidae.

## Description et caractéristiques
Les Cassiduloida sont des oursins irréguliers, au corps légèrement ovoïde ; leur bouche est avancée vers un côté, dépourvue de lanterne d'Aristote, leur face aborale est convexe et leur face orale plane.
Les oursins de cette famille ont un petit test ovale et légèrement allongé, s'élargissant vers l'arrière avec une face orale plate. 
Le disque apical est en position antérieure, et est monobasal avec quatre gonopores. 
Les pétales sont modestes, droits, non lancéolés, les deux zones à pores de chaque pétale souvent asymétriques. 
Le périprocte est supéromarginal, arrondi, précédé par une dépression. 
Le péristome est pentagonal, et s'ouvre par une paroi verticale. Les plaques basicoronales sont courtes. On note la présence de radioles périorales spécialisées sur des tubercules de même, mais confinés au vestibule buccal. 
Les phyllodes sont élargis, avec des pores uniques. On note également des pores buccaux. 
Le périprocte est supramarginal à marginal, allongé transversalement, associé à un léger rebord subanal ou une courte dépression anale. 
On note la présence d'une large zone sternale nue et ponctuée devant et derrière le péristome.
Ce genre semble être apparu à l'Éocène supérieur.

## Liste des espèces
Selon World Register of Marine Species (10 juin 2014) :
- Cassidulus caribaearum Lamarck, 1801 -- Caraïbes
- Cassidulus delectus Krau, 1960 -- Atlantique sud-ouest (Brésil)
- Cassidulus infidus Mortensen, 1948 -- Pacifique sud-est (Chili)
- Cassidulus mitis Krau, 1954 -- Atlantique sud-ouest (Brésil)
- Cassidulus malayanus (Mortensen, 1948) -- Malaisie
- Cassidulus berryi Kellum, 1926 †
- Cassidulus conradi (Conrad, 1850) †
- Cassidulus cubensis Weisbord, 1934 †
- Cassidulus emmonsi Stephenson, 1928 †
- Cassidulus ericsoni Fischer, 1951 †
- Cassidulus evergladensis Mansfield, 1932 †
- Cassidulus faberi Ravn, 1927 †
- Cassidulus fontis Cooke, 1942 †
- Cassidulus globosus Fischer, 1951 †
- Cassidulus kellumi Stephenson, 1928 †
- Cassidulus mercedensis Anderson, 1958 †
- Cassidulus mestieri Kier, 1966 †
- Cassidulus platypetalus Arnold & H. L. Clark, 1934 †
- Cassidulus rojanus Cooke, 1942 †
- Cassidulus rojasi Sánchez Roig, 1953 †
- Cassidulus sabistonensis Kellum, 1931 †
- Cassidulus senni Kier, 1966 †
- Cassidulus sphaeroides Arnold & H. L. Clark, 1934 †
- Cassidulus taylori Warren, 1926 †
- Cassidulus zanolettii Sánchez Roig, 1952 †

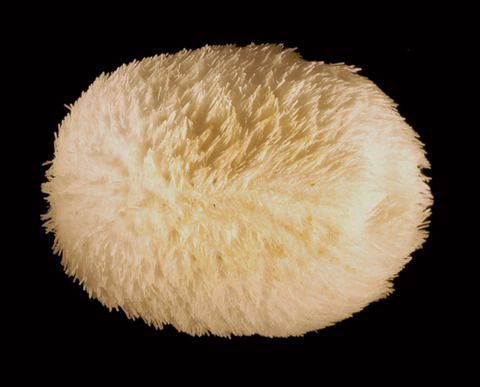
Cassidulus caribaearum
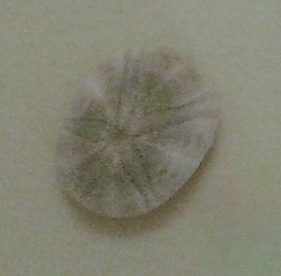
Cassidulus mitis
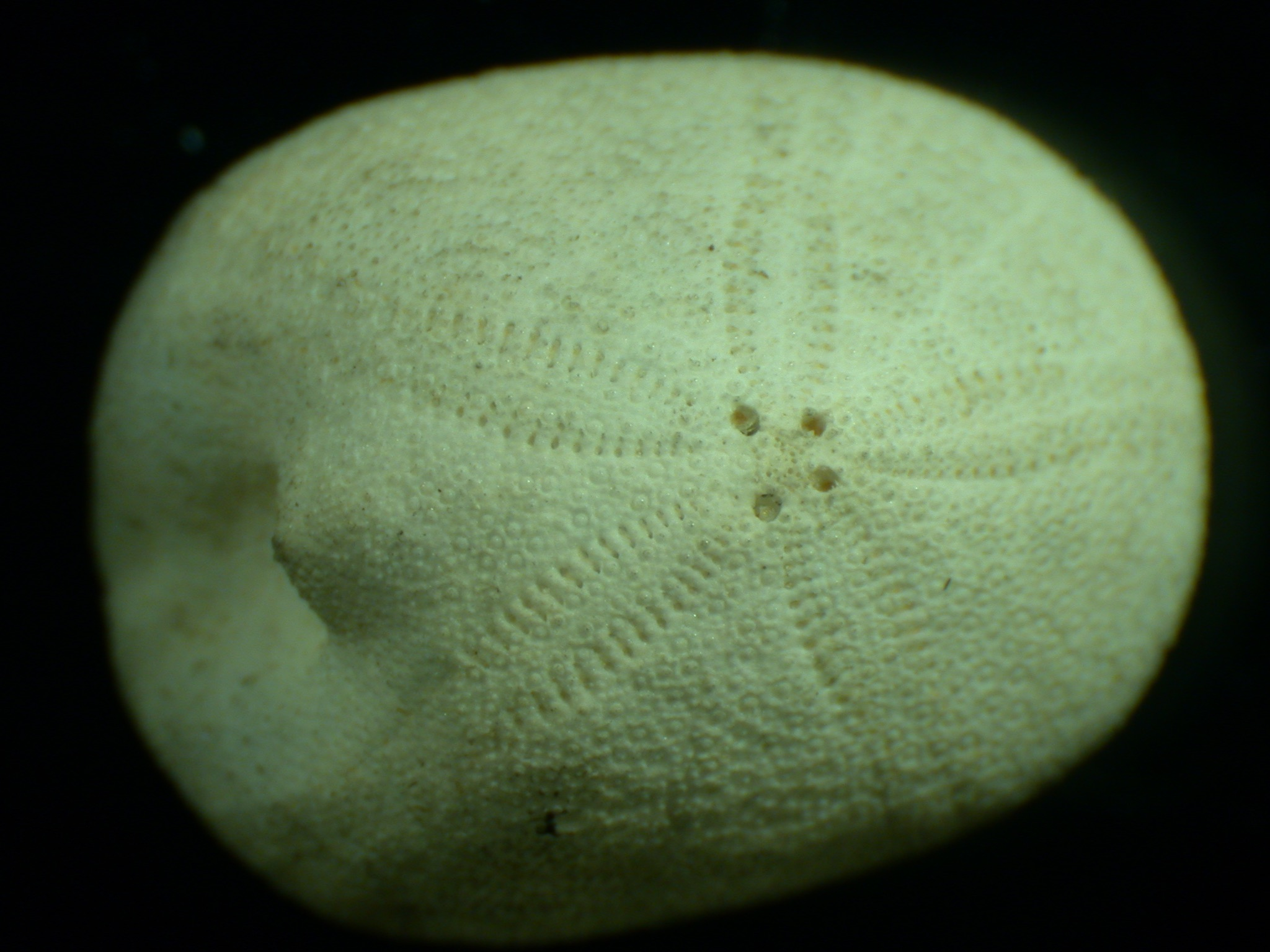
Cassidulus infidus